# OMEMO (XMPP)
Pour les articles homonymes, voir Omemo.

Logo de OMEMO.

OMEMO est une extension XMPP de chiffrement de bout en bout pour le multi-client développé par Andreas Straub.

## Disponibilité
- Conversations[1]
- Blabber
- Gajim
- Pidgin
- Psi(+)
- Dino